# Neuenburgerhandel

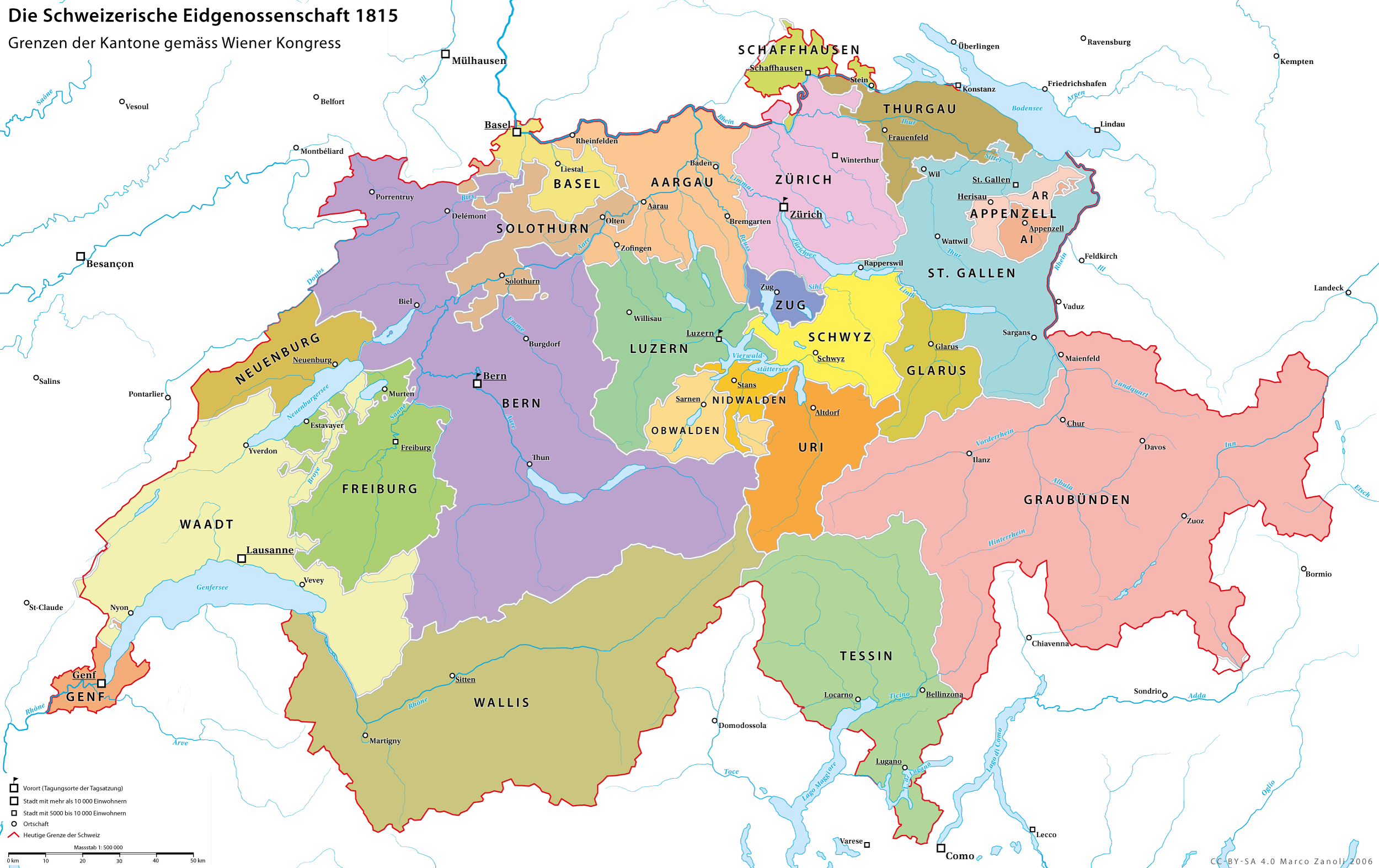
Die Schweiz während der Restauration 1814–1847

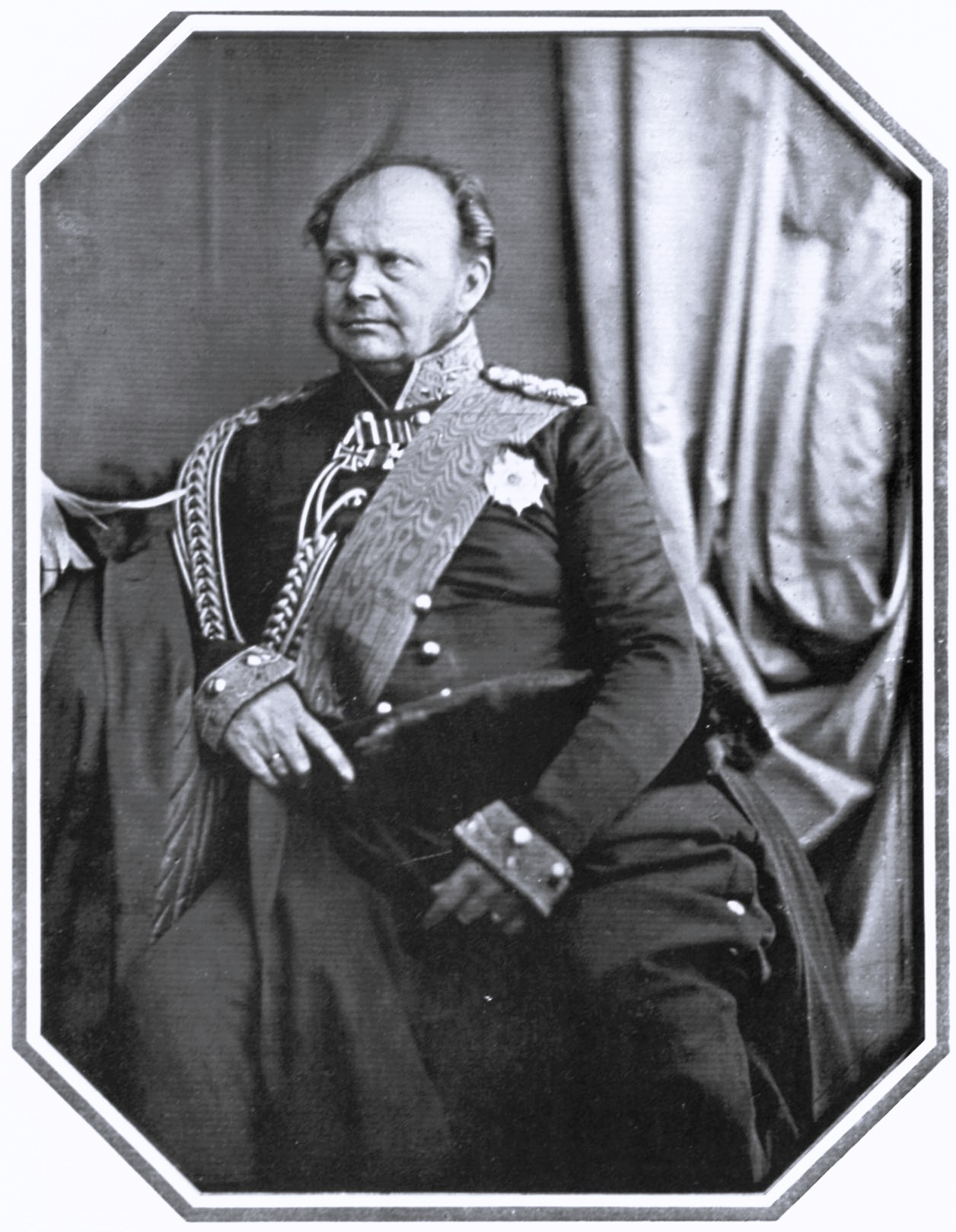
Friedrich Wilhelm IV. von Preussen, 1847

Der Neuenburgerhandel war ein Konflikt zwischen der Schweiz und dem König von Preussen Friedrich Wilhelm IV. in den Jahren 1856/1857.

## Vorgeschichte
Seit dem Wiener Kongress von 1815 nahm das Fürstentum Neuenburg (Neuchâtel) eine eigenartige Doppelstellung ein: einerseits gehörte es der Schweizerischen Eidgenossenschaft als Kanton an, andererseits war es von 1707 bis 1806 und wieder seit 1814 als souveränes Fürstentum mit Preussen in Personalunion verbunden.
Im Revolutionsjahr 1848 stürzten die radikaldemokratischen Montagnards, die insbesondere im Schweizer Jura Unterstützung fanden, die konservative Regierung und riefen am 1. März 1848 die Republik aus.

## Konflikt
Im Jahre 1856 nutzten die Royalisten auftretende Differenzen in der bis dahin herrschenden Radikalen Partei und einen ihnen günstig erscheinenden Wahlausgang. Sie unternahmen einen gegenrevolutionären Putsch, der von Neuenburgern und eidgenössischen Truppen niedergeschlagen wurde. Mehrere hundert Royalisten wurden gefangen genommen und mit der Todesstrafe bedroht. 
Der König von Preussen verlangte daraufhin die Freilassung der Aufständischen und drohte mit militärischen Massnahmen. Nachdem die eidgenössische Regierung eine Amnestie für die Royalisten verweigert hatte, bereiteten sich Preussen und die Schweiz auf einen Krieg vor. Die Schweiz mobilisierte noch im Dezember 1856 rund 20.000 Mann, während Preussen erst im Januar mit der Mobilisierung begann. Preussen brach am 13. Dezember 1856 die diplomatischen Beziehungen zur Schweiz ab und ordnete eine Mobilmachung an. Das Schweizer Parlament wählte am 27. Dezember 1856 General Guillaume-Henri Dufour zum Oberbefehlshaber der Armee. Als Generalstabschef figurierte Friedrich Frey-Herosé  und als Generaladjutant der Armee erwählte General Dufour Johann Friedrich Frey von Brugg. In Basel wurde unter Beteiligung von Gottlieb Ott gar eine zusätzliche Brücke, die Dufourbrücke, über den Rhein geschlagen, um Schweizer Truppen schneller über den Rhein bringen zu können. Die Eidgenossenschaft vertraute dabei darauf, dass ein Durchmarsch der preussischen Armeen im Grossherzogtum Baden auf erheblichen Widerstand der Bevölkerung stossen werde, da Preussen die Reichsverfassungskampagne hier 1849 brutal niedergeschlagen hatte. 
Die Schweiz rechnete damit, dass süddeutsche Truppen sich den Eidgenossen anschliessen würden.
Der Plan des oberkommandierenden preußischen Generals von der Groeben war nicht ein Vorgehen auf Neuenburg oder die Besetzung von Schweizer Gebiet als Faustpfand, sondern das Zerschlagen der eidgenössischen Armee. Hierzu sollte ein Corps gegen Basel aufmarschieren und Basel als Brückenkopf einnehmen, während die Hauptkräfte Schaffhausen einschliessen sollten und dann «entlang der Aare auf Zürich vorstoßen sollten».
Preussen plante 130'000 bis 140'000 Mann zu mobilisieren, die in vier Corps resp. acht bis neun Divisionen aufgestellt waren, was der Hälfte aller preussischen Truppen entsprach. Es sollten v. a. Truppen eingesetzt werden, die mit dem Zündnadelgewehr oder der Minié-Büchse (Vorderlader mit Minié-Geschoss) ausgerüstet waren.
Die preussischen Truppen sollten mit der Eisenbahn an die Grenze transportiert werden. Als stärkste Truppe wurden damals Jäger-Bataillone betrachtet. Es wurden bloss 9 Kavallerie-Regimenter geplant, da man damit rechnete, dass es nur wenig Gelegenheit für den Einsatz von Kavallerie geben würde. Hingegen wollte man «zahlreiche Artillerie» einsetzen. Die Kosten für den Feldzug wurden auf 15 bis 30 Millionen geschätzt, wozu der Staat Anleihen aufnahm, wobei in der Presse angemerkt wurde, dass diese Kosten hoch seien in Anbetracht der Tatsache, dass Neuenburg zuletzt bloss 60'000 pro Jahr an den preussischen König abgeliefert habe.
Die Schweiz plante 200.000 bis 230.000 Mann zu mobilisieren. Das Ziel war, den Kampf nördlich des Rheins auszutragen, um die Schweizer Bevölkerung und Infrastruktur zu schonen. Die Motivation von Truppen und Bevölkerung war gross. Die Kosten auf Schweizer Seite wurden auf 30 Millionen geschätzt. Auf Schweizer Seite wurden v. a. die Scharfschützen-Bataillone erwähnt. Die Ausrüstung und Haltung der Schweizer Truppen wurde als gut bezeichnet, während den Schweizer Offizieren von der deutschen Presse mangelnde Erfahrung unterstellt wurde.
Da auch die übrigen europäischen Grossmächte nicht bereit waren, den Anspruch des preussischen Königs auf Restauration seiner Herrschaft in Neuenburg zu unterstützen, sah dieser sich gezwungen, im Pariser Vertrag von 1857 auf alle Rechte über Neuenburg zu verzichten. Er behielt aber den Titel eines Fürsten von Neuenburg. Im Gegenzug liessen die Schweizer alle Royalisten frei. Damit endete auch staats- und völkerrechtlich die 150 Jahre dauernde, nur kurz zwischen 1806 und 1814 unterbrochene preussische Herrschaft in Neuenburg, selbst wenn sie faktisch bereits durch die Ausrufung der Republik im Jahre 1848 beendet worden war.